# Reino de Anziku

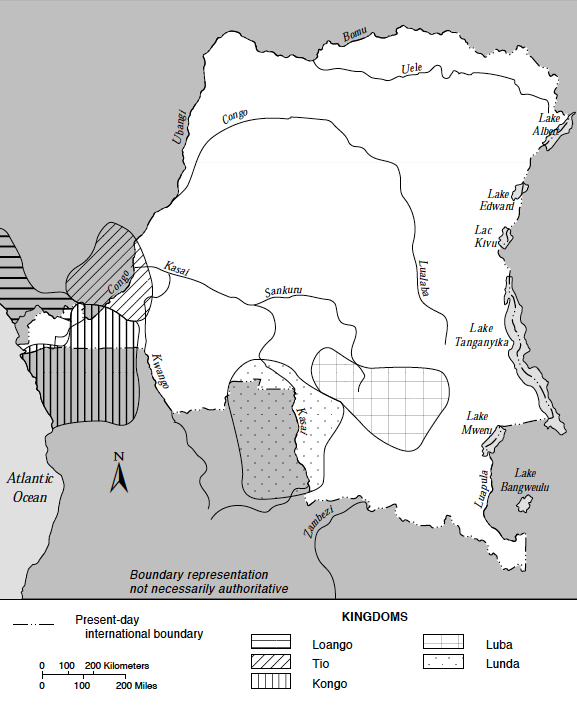
La ubicación aproximada del Reino de Tio, que muestra a la República Democrática del Congo en blanco.

El reino de Anziku, también llamado reino de Teke, reino de Tyo o reino de Tio, fue un estado precolonial de África Central Occidental de la actual República del Congo, Gabón y República Democrática del Congo. 

## Orígenes
La palabra Anziku proviene de la frase kiKongo "Anziku Nziku", que significa "correr", refiriéndose a los habitantes que abandonan el interior para proteger la frontera. El término se aplicó sobre todo a los bateke, por lo que el estado se llama a veces reino de Teke o Tiyo. Otros grupos dentro de los anziku eran los bampunu y los banzabi.
A principios del siglo XVII, la población anziku controlaba las minas de cobre en torno a la frontera noreste del reino del Congo y puede haber estado allí específicamente como un amortiguador. Cuando los grupos anziku se consolidaron para formar su propio reino independiente, el reino del Congo procedió a hacerse cargo de las minas personalmente. Este proceso se completó en la década de 1620. Sin embargo, durante todo el siglo XVII se produjeron enfrentamientos entre los dos estados por la región. 

## Geografía

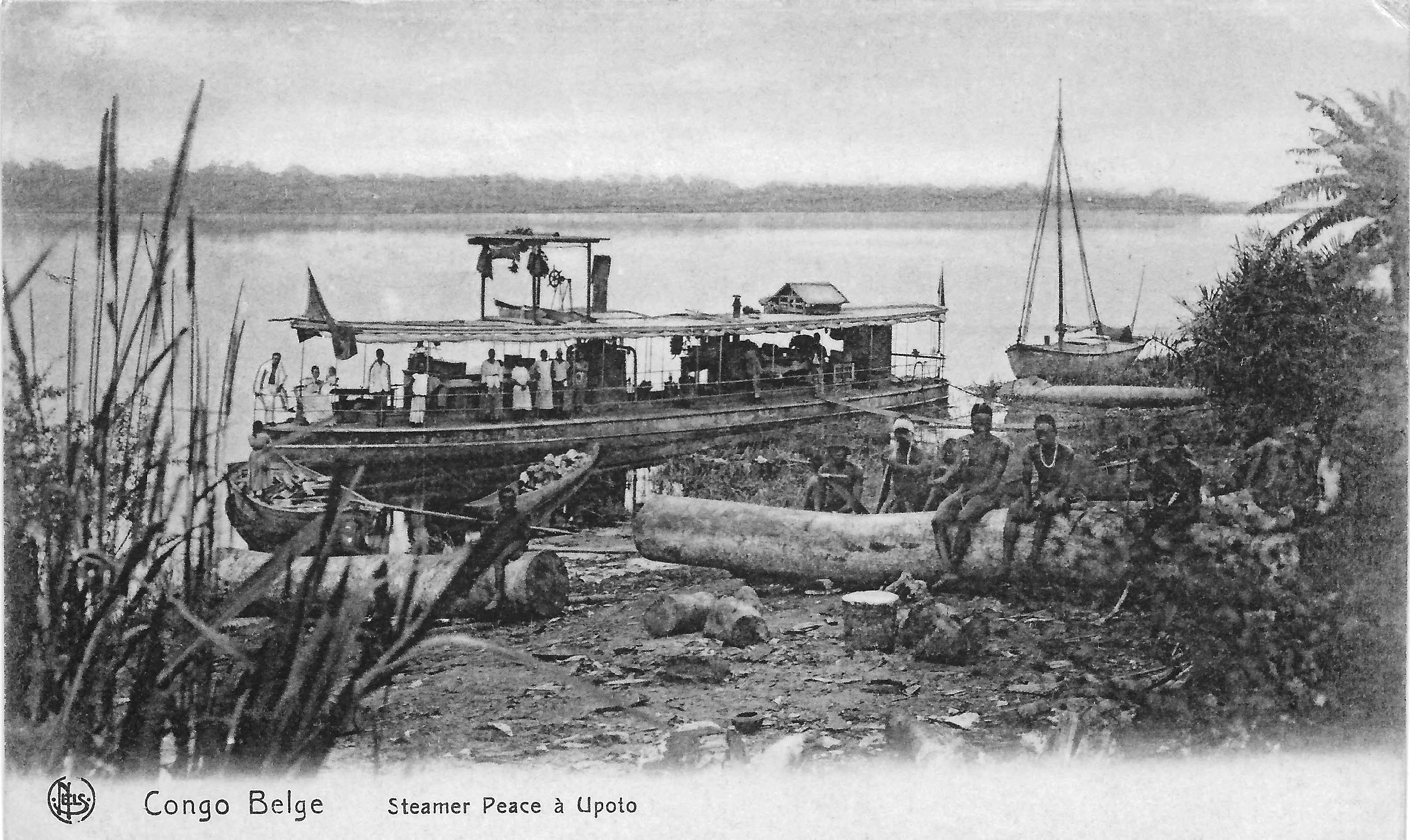
El río Congo

El reino estaba centrado en el río Congo, alrededor del estanque Malebo. También controlaba tierras directamente al norte de éste, lo que lo situaba más cerca del interior de sus contemporáneos más conocidos, el reino del Congo y el de Loango. El pueblo BaTeke, que dominaba el reino, vivía en las mesetas de la región desde los primeros tiempos. Hacia 1600, Anziku controlaba el bajo río Congo y se extendía hacia el noroeste hasta la cuenca alta del río Kouilou-Niari. 

## Gobierno
El reino estaba gobernado por un rey llamado makoko. Por ello, en los mapas europeos a veces se le llama "Gran Makoko". La capital se llamó Monsol Según el relato de uno de los pocos visitantes, el makoko gobernaba sobre 13 reyes vasallos.

## Economía
El reino de Anziku fabricaba y vendía telas hechas de hojas, que servían de moneda en toda la región. Su posición más cercana al interior también hacía accesible el marfil. Junto con estos productos, los Anziku vendían esclavos  que traían a la costa a cambio de cauríes, sal, seda, lino y vidrio . La zona también era rica en metales,  sobre todo en cobre . Esto provocó un conflicto entre anziku y su vecino del sur, el reino del Congo.

## Costumbres
Los baTeke y otros grupos anziku practicaron la escarificación facial .También destacaban por sus elaborados vestidos y peinados, que incluían trenzas ornamentadas. Los plebeyos de ambos sexos solían ir con el pecho desnudo, pero los que tenían dinero iban cubiertos "de pies a cabeza", según los relatos europeos. Los nobles llevaban túnicas de seda importadas de la costa.

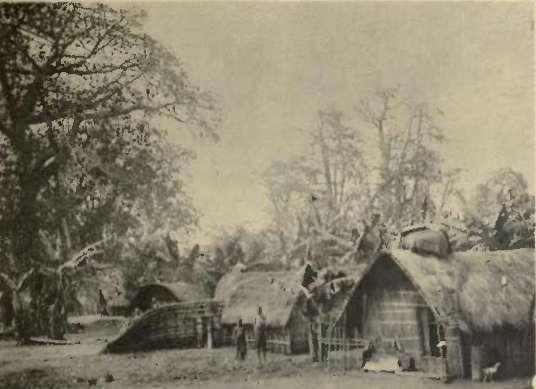
Aldea de Bateke, Kinshasa. Placa-III en Congo natives : an ethnographic album (1912) por Frederick Starr, 1858-1933.

## Guerra
Los anzikus pueden haber comenzado como una clase militar que protegía la frontera del reino del Congo. Tenían fama de ser excelentes guerreros y valientes. Se especializaban en el tiro con arco con flechas venenosas. En el combate cuerpo a cuerpo, utilizaban hachas de combate. No se mencionan los escudos, como ocurre con la mayoría de los pueblos de esta región, a excepción del reino del Congo.

## Colonización
El reino de Anziku sobrevivió hasta bien entrado el siglo XIX. Es probable que esto se deba en gran parte a su relativo aislamiento de las potencias costeras. Los franceses, de quienes deriva gran parte de nuestra información sobre Anziku, convencieron al reino de convertirse en vasallo a cambio de protección. En 1880, el último rey independiente de Anziku, Makoko, firmó un tratado de vasallaje con el oficial naval francés Pierre Savorgnan de Brazza. El reino continuó bajo la protección francesa dando lugar a una línea de reyes que continúa hasta el día de hoy

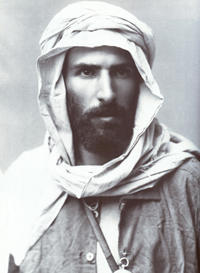
Pietro Savorgnan di Brazza, explorador del Congo (Roma 1852- Dakar 1905)

## Ficción y referencia
A veces los anzikos han sido descritos, probablemente de forma falsa, como caníbales en las obras de autores europeos. Se afirmaba que había mercados enteros dedicados a la venta de carne humana para su consumo. Un ejemplo notable es la obra La lámina de la casa, de H. P. Lovecraft. 

## Otras lecturas
- Volavkova, Zdenka. "Crown and Ritual: The Royal Insignia of Ngoyo". University of Toronto Publishing. 1998
- Malte-Brun, Conrad. "Universal Geography: Or, A Description of the World, on a New Plan, According to the Great Natural Divisions of the World". J. Laval, 1829.
- Vansina, Jan (1973). The Tio Kingdom of the Middle Congo, 1880-1892.. London: Oxford University Press for the International African Institute. ISBN 9780197241899.